# Agalita vacasana
Agalita vacasana är en insektsart som beskrevs av Rauno E. Linnavuori och Delong 1977. Agalita vacasana ingår i släktet Agalita och familjen dvärgstritar. Inga underarter finns listade i Catalogue of Life.